# LK201
El LK201 es un teclado de computadora desmontable presentado por Digital Equipment Corporation de Maynard, Massachusetts en 1982. Fue utilizado por primera vez por el terminal ANSI/ASCII VT220 de Digital y posteriormente fue utilizado por las microcomputadoras Rainbow-100, DECmate-II y Pro-350 y muchas de las estaciones de trabajo informáticas de Digital, como las familias VAXstation y DECstation.

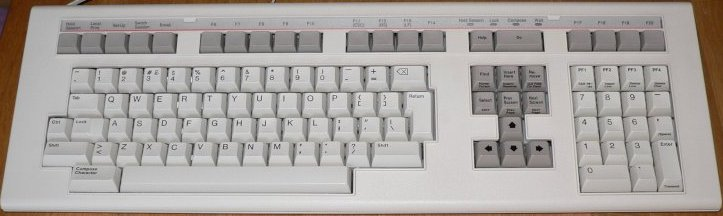

La distribución del teclado era nueva en ese momento, añadiendo un conjunto de cursores y teclas varias entre el teclado principal y el teclado numérico. Las teclas de dirección estaban dispuestas en lo que ahora se ha convertido en la disposición estándar de «T invertida» que se ve en prácticamente todos los teclados contemporáneos de tamaño completo. El teclado también contó con una tecla de Composición para permitir escribir todos los caracteres mediante combinaciones mnemotécnicas de teclas, por ejemplo Composición+u+" produce ü. Un LED en el teclado indicaba que había una secuencia de composición en curso.
Los avances en ergonomía hicieron que el teclado se diseñara con un perfil muy bajo; siendo delgado, especialmente en comparación con el teclado utilizado en el VT100. El teclado se conectaba mediante un conector modular de 4 posiciones con una alimentación de 12 voltios y datos asíncronos en serie de 4800 bit/s .